# Cratere Mena (Marte)
Mena  è un cratere sulla superficie di Marte.